# Arceuthobium microcarpum
Arceuthobium microcarpum, chamado de " visco-anão-do-abeto-ocidental ", é uma planta parasita conhecida apenas no Arizona e no Novo México. É encontrada principalmente em abetos (Picea spp.), mas também ocasionalmente em  Pinus aristata. O epíteto específico " microcarpo " significa "pequeno frutado", em referência às bagas, que têm apenas 3,5 mm de comprimento